# Lega Nazionale C 1999 (football americano)
La Lega Nazionale C 1999 è stata la 5ª edizione del campionato di football americano di terzo livello, organizzato dalla SAFV.

## Squadre partecipanti
| Club                 | Città      | Stadio | Sponsor ufficiale | Risultato nella stagione 1998 |
| -------------------- | ---------- | ------ | ----------------- | ----------------------------- |
| Argovia Thunderbirds | Wohlen     |        |                   | Secondo posto                 |
| Olten River Rats     | Olten      |        |                   | Quarto posto                  |
| Schaffhausen Rams    | Sciaffusa  |        |                   | Terzo posto                   |
| Seaside Irish        | San Gallo  |        |                   | Quinto posto in LNB           |
| Winterthur Warriors  | Winterthur |        |                   | Sesto posto in LNB            |

## Stagione regolare

### Calendario

#### 1ª giornata
| 11 aprile 1999 | Olten River Rats | 12 – 0 | Schaffhausen Rams |  |

| 11 aprile 1999 | Winterthur Warriors | 18 – 6 | Argovia Thunderbirds |  |

#### 2ª giornata
| 25 aprile 1999 | Olten River Rats | 26 – 12 | Seaside Irish |  |

#### 3ª giornata
| 2 maggio 1999 | Winterthur Warriors | 41 – 12 | Olten River Rats |  |

#### 4ª giornata
| 17 maggio 1999 | Argovia Thunderbirds | 9 – 26 | Olten River Rats |  |

#### 5ª giornata
| 30 maggio 1999 | Schaffhausen Rams | 14 – 18 | Olten River Rats |  |

| 30 maggio 1999 | Argovia Thunderbirds | 0 – 7 | Winterthur Warriors |  |

#### 6ª giornata
| 6 giugno 1999 | Schaffhausen Rams | 20 – 0 | Argovia Thunderbirds |  |

| 6 giugno 1999 | Winterthur Warriors | 19 – 6 | Seaside Irish |  |

#### 7ª giornata
| 13 giugno 1999 | Winterthur Warriors | 37 – 0 | Schaffhausen Rams |  |

| 13 giugno 1999 | Seaside Irish | 0 – 14 | Olten River Rats |  |

#### 8ª giornata
| 20 giugno 1999 | Schaffhausen Rams | 0 – 27 | Winterthur Warriors |  |

#### 9ª giornata
| 27 giugno 1999 | Seaside Irish | 6 – 13 | Schaffhausen Rams |  |

| 27 giugno 1999 | Olten River Rats | 42 – 7 | Argovia Thunderbirds |  |

#### 10ª giornata
| 3 luglio 1999 | Olten River Rats | 26 – 21 | Winterthur Warriors |  |

#### 11ª giornata
| 11 luglio 1999 | Seaside Irish | 12 – 0 | Winterthur Warriors |  |

| 11 luglio 1999 | Argovia Thunderbirds | 6 – 9 | Schaffhausen Rams |  |

#### 12ª giornata
| 29 agosto 1999 | Schaffhausen Rams | 0 – 46 | Seaside Irish |  |

### Classifica
La classifica della regular season è la seguente:
- PCT = percentuale di vittorie, G = partite giocate, V = partite vinte, P = partite perse, PF = punti fatti, PS = punti subiti
- La squadra vincitrice è indicata in verde

| Pos. | Squadra              | PCT   | G | V | P | PF  | PS  |
| ---- | -------------------- | ----- | - | - | - | --- | --- |
| 1    | Olten River Rats     | 1.000 | 8 | 7 | 1 | 176 | 104 |
| 2    | Winterthur Warriors  | .500  | 8 | 6 | 2 | 170 | 62  |
| 3    | Schaffhausen Rams    | .500  | 8 | 3 | 5 | 56  | 152 |
| 4    | Seaside Irish        | .000  | 6 | 2 | 4 | 82  | 72  |
| 5    | Argovia Thunderbirds | .333  | 6 | 0 | 6 | 28  | 122 |

## Playoff

### Tabellone
|  | Semifinali LNB-LNC | Semifinali LNB-LNC  | Semifinali LNB-LNC  | Semifinali LNB-LNC | Semifinali LNB-LNC |  |  | V Finale LNB | V Finale LNB    | V Finale LNB |  |
|  |                    |                     |                     |                    |                    |  |  |              |                 |              |  |
|  | 1B                 | Geneva Seahawks     | Geneva Seahawks     | 34                 | 12                 |  |  |              |                 |              |  |
|  | 2C                 | Winterthur Warriors | Winterthur Warriors | 14                 | 0                  |  |  | 1            | Geneva Seahawks | 17           |  |
|  | 1C                 | Olten River Rats    | Olten River Rats    | 0                  | 6                  |  |  | 3            | Bern Grizzlies  | 16           |  |
|  | 2B                 | Bern Grizzlies      | Bern Grizzlies      | 47                 | 43                 |  |  |              |                 |              |  |

### Semifinali LNB-LNC

#### Andata
| 22 agosto 1999 | Olten River Rats | 0 – 47 | Bern Grizzlies |  |

| 22 agosto 1999 | Geneva Seahawks | 34 – 14 | Winterthur Warriors |  |

#### Ritorno
| 29 agosto 1999 | Winterthur Warriors | 0 – 12 | Geneva Seahawks |  |

| 5 settembre 1999 | Bern Grizzlies | 43 – 6 | Olten River Rats |  |

## Verdetti
- Olten River Rats  Campioni Lega Nazionale C 1999